# حسین‌قلی‌خان افشار
حسینقلی خان افشار (ملقب به ناظم العداله) فرزند محمدقلی خان افشار و نوهٔ ذوالفقار خان افشار، از شعرای و خوشنویسان دوره فتحعلی شاه بود. او جزو ملتزمین عباس میرزا بود و از این رو در شعر چاکری تخلص می‌کرد. عبدالرزاق دنبلی متخلص به مفتون در کتاب نگارستان دارا دربارهٔ او می‌نویسد:
"اسمش حسین‌قلی خان نبیرهٔ ذوالفقار خان افشار حاکم سابق خمسه، و او جوانی است با وفا و باوقار معروف به حُسن گفتار و موصوف به لطف رفتار، در جوانی آرام و تجربه‌اندوز پیران دارد. در نکته‌دانی و حسن مقال کاملاً محفل افروز است. نمکینش نمکین طرز پسندیده و سلوک سنجیده‌اش آیین است. قابلیت و سرمایه و استعداد در هر مایه دارد."
حسینقلی خان از ازدواج با شکرسلطان‌خانم دختر میرزا عبدالرزاق (اولین شیخ‌الاسلام زنجان) شش فرزند داشت:
1. ذوالفقارخان اسعدالدوله، از سرداران جنگ هرات
2. جمیله‌خانم، بانی مسجد خانم و همسر رضاقلی خان فخیم‌الدوله (پسر امیرابراهیم خان مظفرالدوله)
3. فاطمه‌خانم
4. سلطنت‌خانم، همسر میرزا نصرالله شیخ‌الاسلام
5. صاحبه سلطان‌خانم، همسر میرزا لطف‌الله شیخ‌الاسلام[۱]